# Labyrinthochitinia
Labyrinthochitinia es un género de foraminífero bentónico de la subfamilia Allogromiinae, de la familia Allogromiidae, del suborden Allogromiina y del orden Allogromiida. Su especie tipo es Labyrinthochitinia tastikoliensis. Su rango cronoestratigráfico abarca el Caradociense (Ordovícico superior).

## Clasificación
Labyrinthochitinia incluye a la siguiente especie:
- Labyrinthochitinia tastikoliensis †